# Omar Sharif
Omar El-Sherif (in arabo عمر الشريف‎?   [ˈʕomɑɾ eʃʃɪˈɾiːf]), noto semplicemente come Omar Sharif o Omar Cherif, nato Michel Dimitri Chalhoub (ميشيل ديميترى شالهوب‎  egiziano: [miˈʃel dɪˈmitɾi ʃælˈhuːb]) (Alessandria d'Egitto, 10 aprile 1932 – Il Cairo, 10 luglio 2015) è stato un attore e giocatore di bridge egiziano.

## Biografia

### Infanzia e giovinezza
Sharif nacque ad Alessandria d'Egitto il 10 aprile 1932, figlio di Joseph Chalhoub e di Claire Saada, ambedue immigrati libanesi di religione cattolica greco-melchita. Si diplomò presso il Victoria College di Alessandria, quindi conseguì la laurea in matematica e fisica all'Università del Cairo. In seguito, lavorò con suo padre nel commercio del legname.

### Carriera

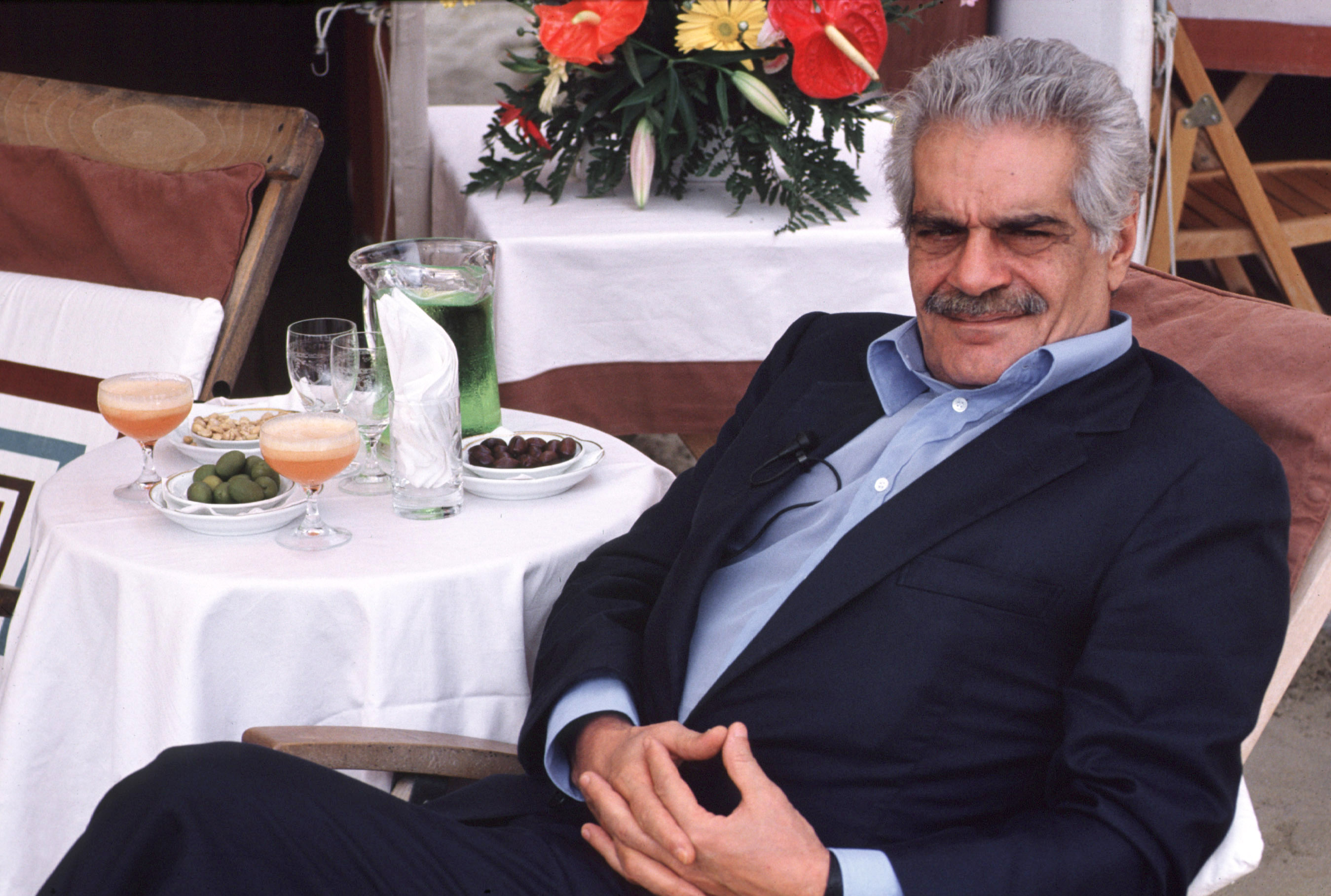
Omar Sharif al Festival del Cinema di Venezia 1993

Nel 1953 cominciò la sua carriera di attore, con un ruolo nel film egiziano Ṣirāʿa fī l-wādī (titolo inglese: The Blazing Sun, lett: Lotta nella valle), il cui giovane regista era Yusuf Shahin. Il suo primo film in inglese fu Lawrence d'Arabia (1962), con protagonista Peter O'Toole; la sua interpretazione dello Sharif ʿAlī gli valse una candidatura agli Oscar come miglior attore non protagonista. Dopo alcuni ruoli in altre grandi produzioni come La caduta dell'Impero romano (1964) di Anthony Mann e Gengis Khan il conquistatore (1965) di Henry Levin ottenne una grande popolarità impersonando nel 1965 il dottor Jurij Živago nell'omonimo film di David Lean, con un'interpretazione che gli fruttò il Golden Globe 1966 nella categoria miglior attore in un film drammatico. Subito dopo questo film prese parte a vari film di rilievo; tra questi si segnalano C'era una volta (1967) di Francesco Rosi, La notte dei generali (1967) di Anatole Litvak, ove ritrovò Peter O'Toole, Funny Girl (1968) di William Wyler, Mayerling (1968) di Terence Young, L'oro di Mackenna (1969) di J. Lee Thompson, La virtù sdraiata (1969) di Sidney Lumet, Che! (1969) di Richard Fleischer, L'ultima valle (1971) di James Clavell, Il seme del tamarindo (1974) di Blake Edwards, Juggernaut (1974) di Richard Lester e Funny Lady (1975) di Herbert Ross.
Tra i suoi tanti film, girati tra Stati Uniti ed Europa, nel 2003 interpretò il protagonista di Monsieur Ibrahim e i fiori del Corano di François Dupeyron, vincendo il premio del pubblico per il miglior attore alla 60ª Mostra del Cinema di Venezia - accompagnata quell'anno anche dal Leone d'oro alla carriera - e, nell'edizione 2004, il Premio César per il migliore attore. Nel 2005 partecipò alla fiction San Pietro di Giulio Base, in cui interpretò il ruolo principale. La sua ultima apparizione al cinema fu in Un castello in Italia (2013) di Valeria Bruni Tedeschi. 
Sharif parlava correntemente arabo, francese, inglese e italiano, lingue nelle quali ha anche recitato e girato film, oltre a greco, spagnolo, portoghese e turco.

### Morte
Nel maggio del 2015 è stato annunciato che Sharif era affetto dal morbo di Alzheimer: il figlio Tarek El-Sharif dichiarò che l'attore stava cominciando a confondersi nel ricordare alcuni dei più grandi film della sua carriera. Sharif è morto il 10 luglio 2015 dopo un attacco di cuore in un ospedale del Cairo, in Egitto, all'età di 83 anni, ed è stato sepolto nel cimitero El Sayeda Nafisa, al Cairo.

## Vita privata
Nel 1955, per poter sposare la star egiziana Faten Hamama, si convertì dal Cristianesimo all'Islam, assumendo quindi il nome di Omar El-Sharif. La coppia ebbe un figlio, Tarek, che apparve come Yuri all'età di otto anni nel film Il dottor Živago. I due si separarono nel 1966 e il matrimonio finì con un divorzio nel 1974. Ebbe due nipoti, Omar (anch'egli attore) e Karim. Nel 1992 subì un'operazione per un triplo bypass e due anni dopo ebbe un leggero infarto.
Il 5 agosto 2003 fu condannato a un mese con la condizionale per aver colpito un poliziotto in un casinò dei sobborghi di Parigi nel giugno precedente. Fu anche multato e gli fu imposto di pagare una somma come risarcimento dei danni provocati al poliziotto. L'11 giugno 2005 fu coinvolto in un episodio simile a Beverly Hills: in quel caso fu condannato a una multa di 17 000 dollari per aver rotto il naso a un parcheggiatore. In diverse occasioni causò controversie per aver sostenuto la tolleranza dei musulmani verso gli ebrei e i cristiani.

## Carriera come giocatore
Sharif era uno dei più affermati giocatori di bridge del mondo. Ha tenuto per vario tempo una rubrica sull'argomento per lo statunitense Chicago Tribune ed è stato autore e coautore di parecchi libri su tale gioco, legando il suo nome persino a un programma per computer dedicato al bridge.

## Filmografia parziale

### Cinema

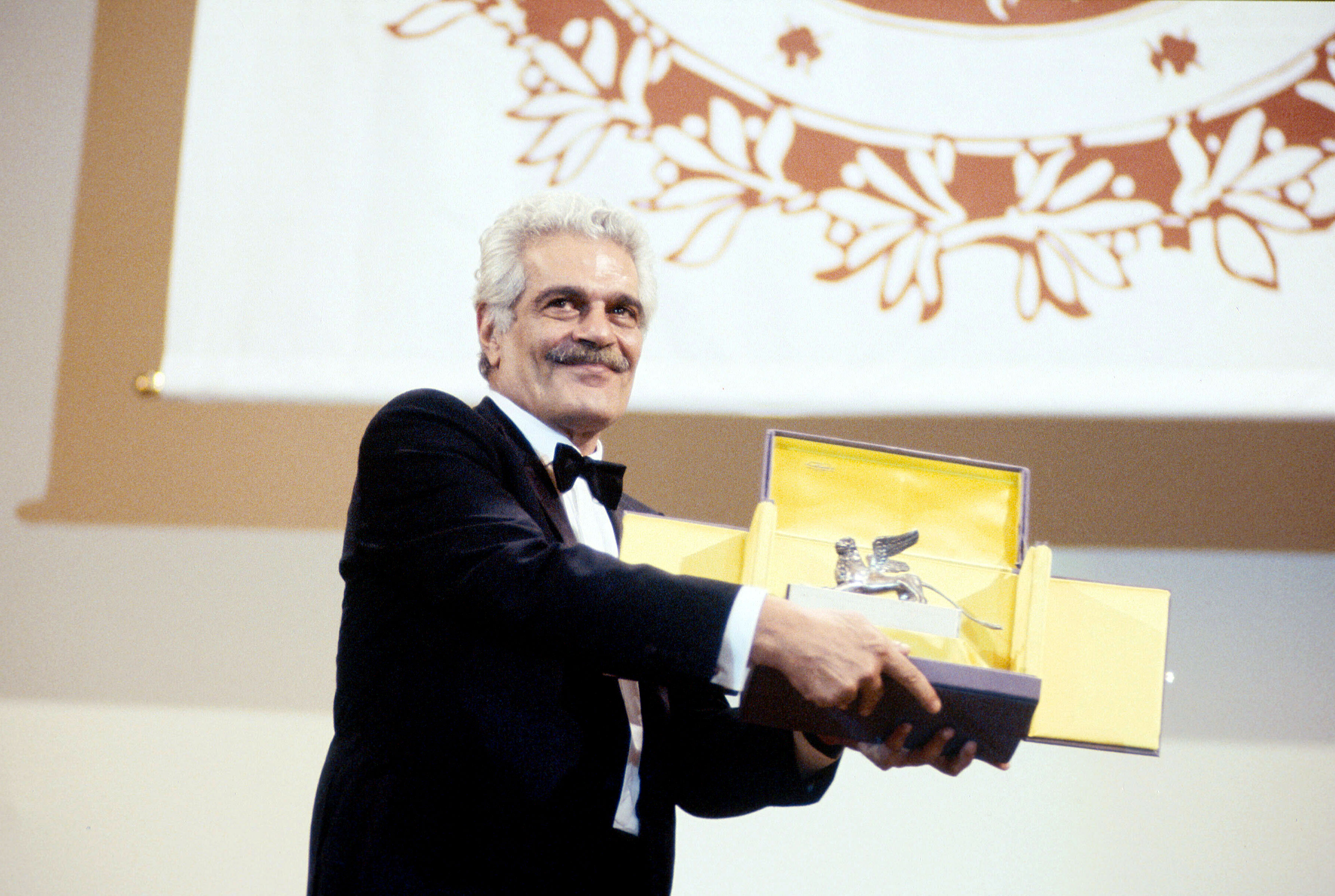
Omar Sharif dopo aver ricevuto il Leone d'oro alla carriera alla 60ª edizione del Festival del Cinema di Venezia

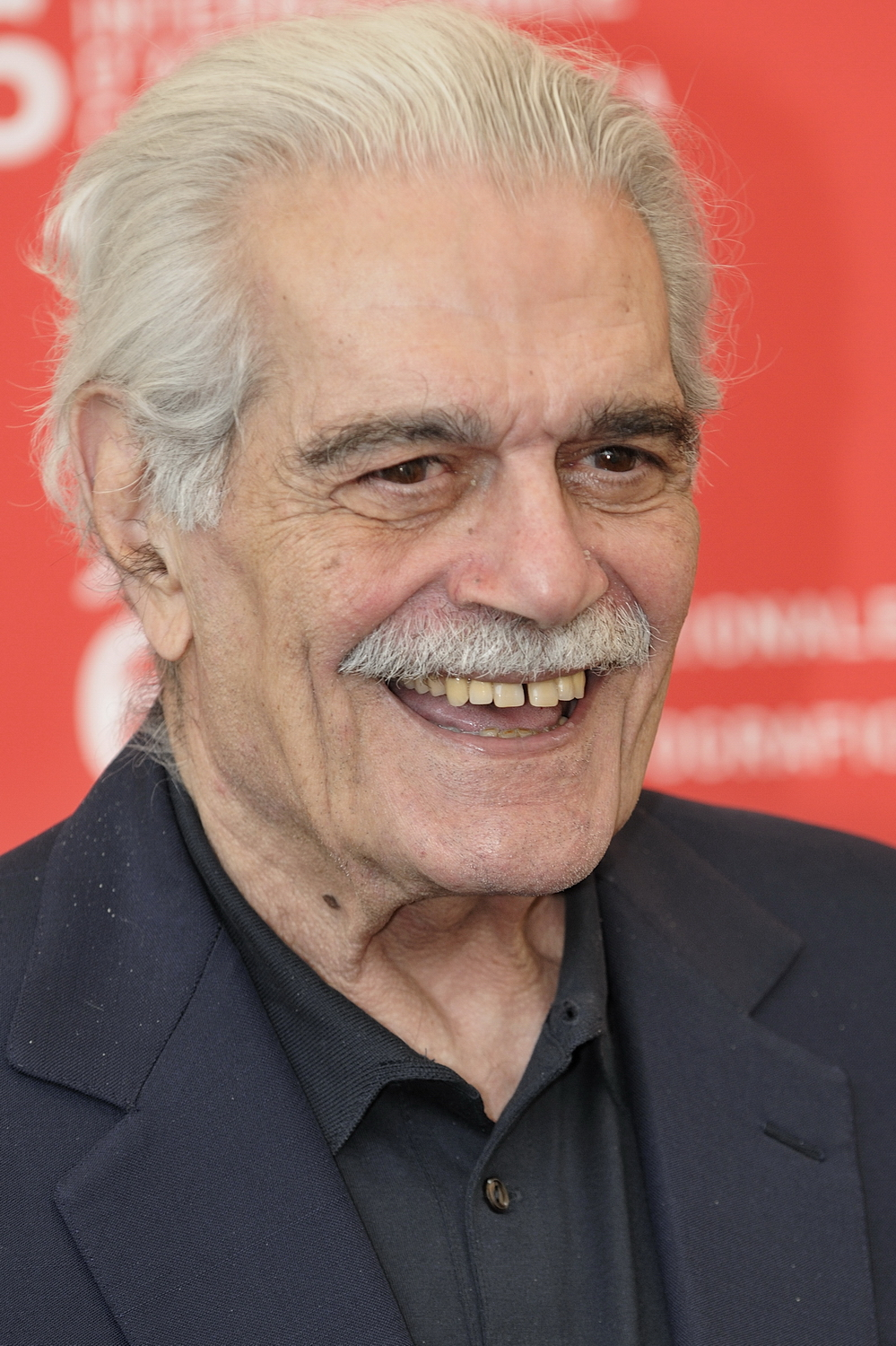
Omar Sharif al Festival di Venezia 2009

- Lotta nella valle - Cielo d'inferno (Siraa Fil-Wadi), regia di Yusuf Shahin (1954)
- La castellana del Libano (La Châtelaine du Liban), regia di Richard Pottier (1957)
- I giorni dell'amore (Goha), regia di Jacques Baratier (1958)
- Lawrence d'Arabia (Lawrence of Arabia), regia di David Lean (1962)
- La caduta dell'Impero romano (The Fall of the Roman Empire), regia di Anthony Mann (1964)
- ...e venne il giorno della vendetta (Behold a Pale Horse), regia di Fred Zinnemann (1964)
- Una Rolls-Royce gialla (The Yellow Rolls-Royce), regia di Anthony Asquith (1964)
- Le meravigliose avventure di Marco Polo (Lo scacchiere di Dio) (La Fabouleuse aventure de Marco Polo), regia di Denys de La Patellière e Noël Howard (1965)
- Gengis Khan il conquistatore (Gengis Khan), regia di Henry Levin (1965)
- Il dottor Zivago (Doctor Zhivago), regia di David Lean (1965)
- C'era una volta, regia di Francesco Rosi (1967)
- La notte dei generali (The Night of the Generals), regia di Anatole Litvak (1967)
- Funny Girl, regia di William Wyler (1968)
- Mayerling, regia di Terence Young (1968)
- L'oro di Mackenna (Mackenna's Gold), regia di J. Lee Thompson (1969)
- La virtù sdraiata (The Appointment), regia di Sidney Lumet (1969)
- Che!, regia di Richard Fleischer (1969)
- L'ultima valle (The Last Valley), regia di James Clavell (1970)
- Cavalieri selvaggi (The Horsemen), regia di John Frankenheimer (1971)
- Gli scassinatori (La Casse), regia di Henri Verneuil (1971)
- Diritto d'amare (Le Droit d'aimer), regia di Eric Le Hung (1972)
- L'isola misteriosa e il capitano Nemo (La isla misteriosa), regia di Juan Antonio Bardem e Henri Colpi (1973)
- Il seme del tamarindo (The Tamarind Seed), regia di Blake Edwards (1974)
- Juggernaut, regia di Richard Lester (1974)
- Funny Lady, regia di Herbert Ross (1975)
- Un asso nella mia manica (Ace Up My Sleeve), regia di Ivan Passer (1976)
- La Pantera Rosa sfida l'ispettore Clouseau (The Pink Panther Strikes Again), regia di Blake Edwards (1976)
- Ashanti (Ashanti: Land of No Mercy), regia di Richard Fleischer (1979)
- Linea di sangue (Bloodline), regia di Terence Young (1979)
- S.H.E. - La volpe, il lupo, l'oca selvaggia (S.H.E: Security Hazards Expert), regia di Robert Michael Lewis (1980)
- Baltimore Bullet (The Baltimore Bullet), regia di Robert Ellis Miller (1980)
- Beniamino segugio celeste (Oh! Heavenly Dog), regia di Joe Camp (1980)
- Ghiaccio verde (Green Ice), regia di Ernest Day (1981)
- Top Secret!, regia di Zucker-Abrahams-Zucker (1984)
- Dostoevskij - I demoni (Les Possédés), regia di Andrzej Wajda (1988)
- Le chiavi della libertà (Keys Of Freedom), regia di Steve Seke (1988)
- Viaggio d'amore, regia di Ottavio Fabbri (1990)
- Le montagne della luna (Mountains of the Moon), regia di Bob Rafelson (1990)
- Il ladro dell'arcobaleno (The Rainbow Thief), regia di Alejandro Jodorowsky (1990)
- Mayrig, regia di Henri Verneuil (1991)
- Quella strada chiamata paradiso (588, Rue Paradis), regia di Henri Verneuil (1992)
- Il 13º guerriero (The 13th Warrior), regia di John McTiernan (1999)
- Un'insolita missione (The Parole Officer), regia di John Duigan (2001)
- Monsieur Ibrahim e i fiori del Corano (Monsieur Ibrahim et les fleurs du Coran), regia di François Dupeyron (2003)
- Oceano di fuoco - Hidalgo (Hidalgo), regia di Joe Johnston (2003)
- Le cronache di Narnia - Il leone, la strega e l'armadio (The Chronicles of Narnia: The Lion, the Witch and the Wardrobe) (2005), voce di Aslan nella versione italiana
- Fuoco su di me, regia di Lamberto Lambertini (2006)
- Una notte con il re (One Night with the King), regia di Michael O. Sajbel (2006)
- 10.000 AC (10,000 B.C.), regia di Roland Emmerich (2008) – voce
- Hassan and Marcus, regia di Rami Imam (2008)
- Un castello in Italia (Un Château en Italie), regia di Valeria Bruni Tedeschi (2013)

### Televisione
- Il papavero è anche un fiore (Poppies Are Also Flowers), regia di Terence Young – film TV (1966)
- Padiglioni lontani (The Far Pavilions), regia di Peter Duffell – miniserie TV (1984)
- Pietro il Grande (Peter The Great), regia di Marvin J. Chomsky e Lawrence Schiller – miniserie TV (1986)
- Harem, regia di William Hale – miniserie TV (1986)
- Anastasia - L'ultima dei Romanov (Anastasia: The Mystery of Anna), regia di Marvin J. Chomsky – miniserie TV (1986)
- Grand Larceny, regia di Jeannot Szwarc – film TV (1987)
- Il principe del deserto, regia di Duccio Tessari – miniserie TV (1991)
- In volo per un sogno (Mrs. 'Arris Goes to Paris), regia di Anthony Pullen Shaw – film TV (1992)
- Aquila rossa (Lie Down With Lions), regia di Jim Goddard – miniserie TV (1994)
- Caterina di Russia (Catherine the Great), regia di Marvin J. Chomsky e John Goldsmith – miniserie TV (1995)
- I viaggi di Gulliver (Gulliver's Travels), regia di Charles Sturridge – miniserie TV (1996)
- San Pietro, regia di Giulio Base – miniserie TV (2005)
- The Ten Commandments, regia di Robert Dornhelm e Geoffrey Madeja – miniserie TV (2006)
- Il destino di un principe (Kronprinz Rudolf/Kronprinz Rudolfs letzte Liebe), regia di Robert Dornhelm – film TV (2006)
- La missione dei quattro cavalieri (The Last Templar), regia di Paolo Barzman – miniserie TV (2009)

## Riconoscimenti
- Premio Oscar
  - 1963 – Candidatura al miglior attore non protagonista per Lawrence d'Arabia

- Golden Globe
  - Candidature al Golden Globe:
- Vinti:
  - Miglior attore debuttante, per Lawrence d'Arabia (1963)
  - Miglior attore non protagonista, per Lawrence d'Arabia (1963)
  - Miglior attore in un film drammatico, per Il dottor Zivago (1966)

### Altri premi
Nel novembre 2005 gli è stata conferita una medaglia all'onore dall'UNESCO, come riconoscimento dei suoi contributi significativi al mondo del cinema e alla diversità culturale.

## Doppiatori italiani
Nelle versioni in italiano dei suoi film, Omar Sharif è stato doppiato da:
- Giuseppe Rinaldi in Le meravigliose avventure di Marco Polo (Lo scacchiere di Dio), Il dottor Živago, C'era una volta, Funny Girl, Mayerling, L'oro di Mackenna, La virtù sdraiata, Gli scassinatori, Viaggio d'amore
- Pino Locchi in Lawrence d'Arabia, ...e venne il giorno della vendetta, Gengis Khan il conquistatore, La notte dei generali, Il seme del tamarindo, Funny Lady, Baltimore Bullet, Ghiaccio verde, Pietro il Grande
- Glauco Onorato in Una Rolls-Royce gialla, Linea di sangue
- Pino Colizzi in L'ultima valle, Top Secret!
- Rino Bolognesi in Juggernaut, In volo per un sogno
- Franco Zucca in Caterina di Russia, Oceano di fuoco - Hidalgo
- Omero Antonutti in Monsieur Ibrahim e i fiori del Corano, 10.000 AC
- Sergio Graziani in Diritto d'amare, Il principe del deserto
- Vittorio Di Prima in Mayrig, Quella strada chiamata paradiso
- Cesare Barbetti in Il papavero è anche un fiore, La Pantera Rosa sfida l'Ispettore Clouseau
- Paolo Ferrari in Cavalieri selvaggi
- Luciano De Ambrosis in Ashanti
- Gino La Monica in I viaggi di Gulliver
- Ugo Pagliai in Il 13º guerriero
- Stefano De Sando in San Pietro
- Carlo Valli in Una notte con il re